# Скороходов, Владимир Николаевич
Владимир Николаевич Скороходов (1 января 1951 — 31 октября 2014) — российский инженер-металлург и менеджер, заместитель председателя Совета директоров НМЛК. Лауреат Государственной премии СССР в области науки и техники (1982).

## Биография
Родился в Новокузнецке Кемеровской области. Сын металлурга профессора Николая Ефимовича Скороходова.
В 1973 г. окончил Московский институт стали и сплавов (МИСиС) по специальности «обработка металлов давлением», в 1976 г. — аспирантуру, в 1977 защитил кандидатскую диссертацию.
В 1977—1991 гг. — младший, затем — старший научный сотрудник, зав. лабораторией, заместитель директора Центрального института чёрной металлургии им. И. П. Бардина.
В 1992—1994 гг. — главный специалист Министерства промышленности, Министерства экономики Российской Федерации. С 1996 года член совета директоров ОАО «НЛМК». С 1999 г. заместитель генерального директора ООО «Румелко».
В июне 2013 года избран заместителем председателя Совета директоров НМЛК.
Доктор технических наук (1991), профессор кафедры прокатки Липецкого государственного технического университета.
Лауреат Государственной премии СССР в области науки и техники (1982) за участие в разработке технологии и организации производства высокоточного холоднокатанного листа для офсетной печати. Автор 6 книг, обладатель 158 патентов на изобретения.
31 октября 2014 года скончался на 64 году жизни.